# Dicliptera abuensis
Dicliptera abuensis là một loài thực vật có hoa trong họ Ô rô. Loài này được Blatt. mô tả khoa học đầu tiên năm 1930 publ. 1931.